# Diplomatica notarile
Per diplomatica notarile si intende una specializzazione della diplomatica generale che si occupa dello studio dei documenti privati redatti e convalidati dal notaio su volontà di due privati che fungono da autori del negozio giuridico.

## Storia della diplomatica notarile

### Origini
La diplomatica notarile, rispetto alla diplomatica pubblica imperiale e pontificia, nacque relativamente tardi, sul finire dell'800. Infatti i diplomatisti, nella loro analisi della realtà storica tramite i documenti pubblici emessi dalle cancellerie dei due poteri universali, si resero conto dell'importanza dei documenti emessi dalle cancellerie minori (comuni, piccoli principati o vescovadi) e, di conseguenza, dei notai che, oltre a redigere i documenti per conto dei privati, potevano essere interpellati anche quali persone dotate di publica fides presso le cancellerie locali. In sostanza, per capire la natura delle cancellerie minori, oltre alle cancellerie maggiori, i diplomatisti avevano bisogno di studiare anche la documentazione privata prodotta dai notai.

### I principali studiosi di diplomatica notarile
L'attenzione verso i documenti privati interessò soprattutto i diplomatisti italiani. Luigi Schiaparelli (1871-1934), allievo di Ludwig Traube e di Cesare Paoli, tra il 1932 e il 1934, si impegnò a studiare l'istituto notarile durante la dominazione longobarda. Dopo il magistero di Schiaparelli, l'attenzione verso il notariato fu raccolta da Giorgio Costamagna (1916-2000) il quale, avendo lavorato per decenni presso l'Archivio di Stato di Genova, poté studiare la vivace evoluzione del notariato locale e la sua volontà di emanciparsi dalla sfera politica. In particolare, Costamagna delineò i mutamenti e il passaggio dal regime di charta a quello di instrumentum, indicando le fasi della stesura del negozio giuridico dalla fase delle notulae a quella delle imbreviature all'interno del notariato genovese. Altri studiosi importanti per lo studio del notariato in altre regioni italiane sono:
1. Alberto Liva, docente alla Università Cattolica di Milano e studioso dell'evoluzione del notariato in area milanese.
2. Maria Franca Baroni († 2008), diplomatista e docente presso l'Università degli Studi di Milano.
3. Giorgio Cencetti (1908-1970)
4. Gian Giacomo Fissore (1940-2019): docente emerito dell'Università degli Studi di Torino e studioso dei rapporti tra le cancellerie locali e i notai.

Nonostante l'attenzione verso l'istituto del notariato e la relativa produzione di documenti sia una peculiarità italiana, non bisogna dimenticare che anche studiosi di altre nazionalità si dedicarono alla diplomatica privata, quali il francese Alain de Bouärd con il secondo volume del suo Manuel de diplomatique française et pontificale, intitolato Acte privé e uscito nel 1948.

### Il problema di una "diplomatica notarile"
Al contrario della diplomatica imperiale e regia e di quella pontificia, dove i documenti erano prodotti da delle cancellerie secondo degli standard intrinseci ed estrinseci ben definiti, nel mondo del documento privato e, per estensione, del notaio, non esiste tale compattezza e organicità. Il notariato, in Italia, si originò, si diffuse e si impose con estrema varietà sia a livello diacronico che a livello diatopico: se a Genova la corporazione notarile riuscì ad imporsi e a darsi degli statuti già nel 1197, a Milano il primo statuto dei notai risale al 1397, quindi ben due secoli dopo rispetto a quello genovese. Gli statuti imponevano un certo modus operandi per il notaio, dando maggiore organicità alla produzione notarile di quella determinata città: di conseguenza, il ricco materiale conservato nell'Archivio di Stato genovese e la stabilizzazione dell'ufficio notarile in quella città ha permesso una serie di studi organici e dettagliati su quest'istituto nel capoluogo ligure.

## Il notaio dal mondo classico al Basso Medioevo

### Storia

#### La civiltà romana:notariietabelliones
Il notaio romano (notarius o scrinario) era, nel mondo romano, uno stenografo che esercitava la sua professione presso privati oppure in ambito pubblico. In quest'ultimo caso, prendeva nota dei discorsi ufficiali nel Senato e delle sentenze in tribunale ove il notarius stendeva sotto dettatura le arringhe degli avvocati. Verso la tarda età imperiale, i notarii si riuniscono in scholae, con a capo un primicerius e, con la nascita della Chiesa imperiale, anche le istituzioni ecclesiastiche cominciarono a dotarsi di questi scrivani per la redazione della documentazione ufficiale. Non a caso, le prime notizie di una cancelleria pontificia nell'Alto Medioevo riportavano l'esistenza di una schola ricalcata sul modello dei tribunali romani.
Il notarius, però, non aveva alcuna funzione giuridica e non rogava mai contratti per i privati. Le figure che si avvicinavano maggiormente al notaio erano, invece, denominati col nome di tabelliones, funzionari pubblici i quali, depositando presso un giudice del tribunale il documento da loro redatto attraverso la pratica denominata insinuatio, ne garantivano la validità giuridica. Anche costoro, come i notarii, si erano organizzati in collegi e il loro status fu poi regolato nel Corpus iuris civilis dell'imperatore Giustiniano.

#### L'Italia longobarda e l'Impero Carolingio: i primordii del notariato
La situazione mutò radicalmente a partire dalla fine del VI secolo quando i Longobardi, approfittando della disastrata situazione politico-militare in cui versava l'Italia all'indomani della Guerra greco-gotica (535-553), invasero la Penisola occupandone gran parte del suo territorio. Nel corso di questi secoli, si assiste pertanto ad una differenziazione del sistema giuridico: se nei territori rimasti sotto il controllo dei bizantini i tabelliones continuarono a sussistere e ad esercitare, al contempo, sempre più una maggiore autonomia giuridica, in quelli longobardi si assistette a dei profondi mutamenti grazie anche al diverso ordinamento giuridico basato sull'Editto di Rotari. Nel Regno Longobardo, infatti, i collegi dei tabelliones scomparvero e si assistette alla lunga genesi che avrebbe poi portato alla nascita dell'istituto del notariato, come riporta il diplomatista Alessandro Pratesi: 
(Pratesi, p. 51)
La figura del notaio cominciò ad assumere però una prima fisionomia di persona dotata di publica fides sotto l'Impero Carolingio. Tra il IX e il XI secolo, infatti, i notai vengono nominati dall'imperatore o dai nobili locali o ancora dai vescovi locali (i notai palatini) assumendo sempre più una fisionomia pubblica, ma all'altezza di questo periodo i notai devono ancora rivolgersi ai tribunali locali, amministrati da giudici anch'essi nominati dai conti palatini, affinché i documenti da loro rogati abbiano una validità giuridica tramite la procedura dell'ostensio chartae, «cioè la produzione della charta per ottenere il placito [ossia la sentenza]» da parte del giudice attraverso un processo giuridico (al contrario della pratica dell'insinuatio romana che invece non prevedeva un processo in tribunale). Per ovviare a tale problema, alcuni notai cominciarono ad essere investiti dai conti palatini anche come giudici, «rende[ndo] più prestigiosa la carriera del notaio».
Nelle antiche aree italiane soggette all'Impero Bizantino, i tabelliones cominciarono lentamente a scomparire, sia per il confluire di questi territori nell'orbita franca, sia per la volontà pontificia, a partire dalla fine dell'XI secolo, di nominare al pari dell'imperatore dei notai nei territori appartenenti allo Stato della Chiesa, sancendo così la fine del tabelliones ravennati (detti anche forenses) sul finire del XII e inizio del XIII secolo:
(Bresslau, p. 573)
Riassumendo infine con le parole di Giorgio Costamagna, si può dire che:
(Costamagna, corso di scritture notarili, p. 17)

#### Il Basso Medioevo: dallachartaall'instrumentum
Il notaio acquisisce definitivamente un suo status dotato di publica fides tra la fine dell'XI e l'inizio del XIII secolo per una serie di motivi che si incentrano sulla preparazione dei notai attraverso un accurato studio delle formule giuridiche in contemporanea alla rinascita del diritto romano e alla diffusione, pertanto, delle summae notarili patrocinate dall'Università di Bologna, elemento che faciliterà una convergenza delle diverse pratiche di rogare i contratti tra privati nell'Italia centro-settentrionale. La progressiva fiducia da parte dei contraenti del negozio giuridico nei confronti dei notai e la loro organizzazione in corporazioni per la difesa dell'autonomia così raggiunta fecero sì che i notai, a partire dal XII/XIII secolo, assunsero uno status legale e giuridico definitivo, svincolato dalla pratica dell'ostensio chartae. Ed è in questo periodo, dunque, che il notaio non ha più bisogno della sottoscrizione degli autori del negozio giuridico quale elemento corroborante dal punto di vista giuridico (la roboratio testium), in quanto è ormai riconosciuto all'unanimità quale persona dota esclusivamente di publica fides: è il passaggio dal regime di charta (o di traditio ad proprium) a quello di instrumentum (o di traditio ad scribendum):
(Morello-Ferrari-Sorgato, p. 99)
Infine, se nell'Italia centro-settentrionale diventa tale nel corso del XII/XIII secolo, in quella meridionale bisognerà aspettare la seconda metà del XIII a causa dell'imposizione, da parte di Federico II con le sue Constituzioni di Melfi del 1231, la presenza del giudice anche nella rogazione di documenti tra privati.

### La formazione del notaio

#### Premesse
Il presupposto dell'ottenimento, da parte del notaio presso gli autori del negozio giuridico, di quella publica fides conquistata nei secoli XI-XIII, consisteva in un lungo iter che portasse il notaio ad avere: una solida formazione culturale; il poter dimostrare di avere determinati requisiti e, soprattutto, alla fine di questo lungo iter, poter dimostrare di aver superato una serie di passaggi burocratici volti alla sua identificazione in questa professione, ovvero:
1. La creatio notarii
2. L'examen, l'approbatio e la laudatio notarii
3. L'immatricolazione.

Affinché una persona aspirasse a diventare notaio, inoltre, era necessario che quest'ultima avesse determinati prerequisiti quali:
1. Essere di condizione libera e non soggetto ad un bando giudiziario.
2. Essere Oriundi de dicta iurisdictionis e versarvi regolarmente i tributi.
3. Essere un figlio legittimo o legittimato.
4. Requisiti spesso non esplicitamente prescritti dalla normativa, ma presenti nell'Ars notariae di Salatiele: a) sesso maschile; b) fisicamente e psichicamente sano.

#### La formazione culturale
Accertate queste premesse, l'aspirante notaio doveva, ovviamente, essere alfabetizzato: ciò avveniva nelle scholae, pubbliche o cattedrali, di insegnamento primario; o a livello di apprendistato famigliare. Successivamente, per avere una preparazione più mirata, l'aspirante notaio si recava presso un altro notaio per seguire un periodo di apprendistato, che si basa essenzialmente su una formazione pratica incentrata sullo studiarum formulario (ovvero gli appunti presi dallo studente nell'osservare il maestro all'opera) e sullo studio dei documenti e protocolli dei colleghi notai su cui gli apprendisti fanno esperienza per acquisire le varie tipologie contrattuali.
Tramite lo studio dei documenti notarili l'apprendista entra in contatto con il latino giuridico basato su delle precise formule giuridiche, ovvero frasi già parzialmente precostituite, da adattare alle singole fattispecie dei negozi giuridici che, grazie alla rinascenza del diritto romano ad opera dello Studium bolognese, vengono poi raccolte in veri e propri formulari ad uso dei notai.

#### L'iter per accedere alla professione

##### La creatio notarii
Conclusasi la formazione, l'aspirante notaio doveva ottenere da delle autorità pubbliche la publica fides, autorità che potevano essere l'imperatore, il pontefice e soggetti ad hoc deputati dai primi due, ossia: i conti palatini; alcuni vescovi; ed infine i Comuni, quando questi ultimi furono riconosciuti come enti autonomi soggetti all'autorità imperiale in seguito alla Pace di Costanza del 1183. In sostanza il notaio riceveva (quasi sempre dietro un compenso in denaro) un'investitura imperiale o papale, senza però che questi enti valutassero l'effettiva preparazione dell'aspirante notaio.

#### L'examinatio, l'approbatio e la laudatio
Per praticare, dunque, era necessario che qualcuno verificasse l'effettiva acquisizione di competenze grammaticali e giuridiche. Questo compito veniva assunto dalle istituzioni che assumevano direttamente i notai, ovvero i Comuni e le diocesi; oppure i collegi delle corporazioni notarili che si assumevano la responsabilità di verificare le capacità del candidato.
La modalità d'esame del candidato differiva a seconda di quale categoria quest'ultimo aspirava di appartenere:
1. Ut possim interesse pro secundo notari. Era il grado più basso e il "secondo notaio" poteva soltanto redigere alcuni documenti come quelli cancellereschi degli uffici comunali. Bisognava sapere, per superare quest'esame, un po' di storia e di teoria del notariato.
2. Ut possim interesse pro notario ad omnia. Era il grado che concedeva al notaio di rogare qualsiasi tipo di atto e si poteva accedere soltanto dopo aver superato l'esame precedente. Per chi desiderava raggiungere questa qualifica, doveva aspettare alcuni mesi dopo aver ottenuto il primo grado e, al momento dell'esame, il candidato doveva: a) svolgere un tema estratto; b) essere in grado di utilizzare il linguaggio tecnico notarile, conoscere la grammatica e rispettare le forme giuridiche di un determinato atto.

Se il candidato superava l'esame (approbatio), la commissione giudicatrice ne decretava la laudatio, ovvero la conferma ad esercitare la professione notarile nella sola città o regione in cui il candidato aveva superato l'esame, permettendogli di immatricolarsi nel registro dei notai locali. Infatti, se il titolo di notaio acquisito dall'autorità imperiale o papale valeva per tutti i territori della cristianità, la possibilità di esercitare questo mestiere poteva avvenire soltanto all'interno dell'area in cui aveva sostenuto l'esame, in quanto ogni città o regione aveva degli statuti diversi.

## Il documento notarile

### Il documento in regime dicharta

#### Definizione
È il documento redatto in regime di charta (o secondo la traditio ad proprium) tipico degli atti notarili fino al XII/XIII secolo quando era necessaria la firma dei testimoni (roboratio testium) per dare piena validità giuridica all'atto notarile appena stipulato. La redazione del documento in regime di charta avveniva in due momenti.

#### La genesi
1. Petitio/rogatio: i due autori del negozio giuridico chiedono ad un notaio di rogare un determinato negozio giuridico facendo da intermediario, iniziando quindi la stesura dell'accordo giuridico.
2. Il notaio annota su di uno schema preparatorio (detto minuta) gli elementi fondamentali del negozio giuridico (i nomi degli autori, voci toponomastiche, la richiesta) attraverso delle scritture definite preparatorie, ovvero scritture che avevano la funzione soltanto di essere comprese dal notaio (presenza di elementi tachigrafici e abbreviazioni varie).
3. Ricevuti tutti gli elementi fondamentali, il notaio si appresta a mettere in "bella copia" quanto raccolto nella minuta, dandole quegli elementi estrinseci ed intrinseci propri di quella tipologia contrattuale e conferendole così una validità giuridica: è la stesura della minuta nella forma del mundum[N 1].
4. Completata la redazione del mundum, il notaio richiama gli autori del negozio giuridico. Questi pagano in conclusione il notaio per il suo servigio e ricevono il documento.

### Il documento in regime diinstrumentum

#### Definizione
Il Documento redatto in regime di instrumentum (o secondo la traditio ad scribendum) è tipico degli atti notarili dal XIII secolo a oggi: il notaio, da quest'altezza cronologica, acquisisce uno status di publica fides piena e, oltre a non aver bisogno della sottoscrizione degli autori, i testimoni, pur rimanendo fondamentali per la validità giuridica, si pongono in un'ottica giuridica diversa in relazione al nuovo ruolo assunto dal notaio (si passa dalla roboratio, termine latino che contiene in sé la forza probatoria dei testimoni alla notitia testium, ossia alla notificazione della presenza dei testimoni che vengono accertati come tali soltanto in virtù della publica fides ottenuta dal notaio).

#### Gli studi di Costamagna: latriplice redazione
Secondo gli studi di Giorgio Costamagna riguardo allo sviluppo del notariato in terra ligure, raccolti nel saggio La triplice redazione dell'instrumentum genovese, le fasi di redazione del documento notarile non consistono solo in due fasi (minuta/imbreviatura e stesura in mundum come nella traditio ad proprium), ma addirittura in tre fasi, come viene riassunto da Aristotele Morello, Emanuele Ferrari e Antonio Sorgato:
(Morello-Ferrari-Sorgato, p. 106)
Questa triplice redazione, propria anche dell'area bolognese e toscana, raggiungerà l'area milanese nel corso del XIII secolo per assestarsi definitivamente alla fine del secolo. Si può vedere, quindi, l'estrema varietà con cui il passaggio dalla traditio ad proprium alla traditio ad scribendum avviene all'interno dei collegi notarili delle varie città, se non delle varie regioni.

#### Genesi
1. Petitio (anche se è meglio rogatio nei documenti privati)
2. Stesura della notula (1ª fase)
3. Preparazione della imbreviatura (2ª fase). Le imbreviature, «valide e contenenti già in sé, in potenza, l’istrumento perfetto»[18] dei vari negozi giuridici venivano raccolte generalmente in ordine cronologico nel protocollo (o cartulario a Genova), ossia «il registro nel quale i notai trascrivevano in forma abbreviata o estesa il testo dei documenti»[19]. I protocolli passano poi in eredità al figlio o, in assenza di quest'ultimo, all'autorità pubblica competente[20]: in sostanza, si vengono a creare gli archivi notarili e gli autori del negozio giuridico, soddisfatti, pagano il notaio per la sua prestazione (la ricevuta di pagamento si chiamava quietanza). Importante considerare l'evoluzione di quel contratto notarile attraverso delle specie di glosse (marginalia) o delle vere e proprie cancellature attraverso delle linee diagonali (lineamenta) con cui si attestava l'avvenuto completamento del negozio giuridico.
4. Lo sviluppo del documento dall'imbreviatura al mundum costituisce l’ultima fase di redazione dell’instrumentum, che avveniva solo se gli aventi diritto ne facevano richiesta (3ª fase). Per richiedere ciò, i due autori (o uno di essi) dovevano pagare nuovamente il notaio.

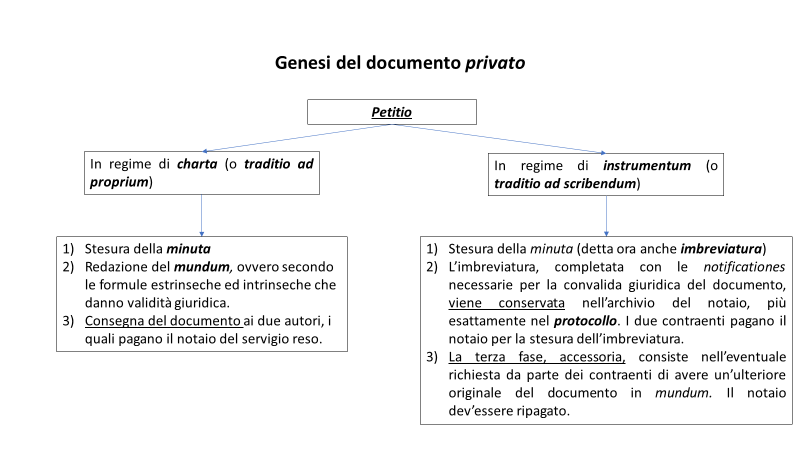
Le due modalità della genesi del documento privato, in regime di charta e di instrumentum.

### Sinossi dei caratteriestrinseciedintrinsecitra le due tipologie documentarie

#### Schema riassuntivo
Le due tipologie documentarie, a grandi linee, presentano caratteri estrinseci e intrinseci uguali e differenti in base ad una serie di varianti diacroniche e diatopiche. Il documento, dal punto di vista intrinseco, si divide sempre in:
1. Protocollo, che si apre con il segno di tabellionato proprio di quel notaio, considerato come un vero e proprio antesignano del timbro notarile odierno e quindi garanzia di autenticità del documento[21]. Nel protocollo è presente sostanzialmente la datatio cronica (data espressa in millesimo, seguita dal giorno o dal mese espressi attraverso il sistema di datazione cristiano o quello romano-pagano, dall'indizione e da un determinato tipo di stile).
2. Il Tenor, nel quale sono presentati gli autori del negozio giuridico e l'oggetto stesso del negozio giuridico. Raramente si assiste alla sottoripartizione in arenga (ovvero le motivazioni ideali che stanno dietro al negozio giuridica) e in narratio, per passare invece direttamente alla dispositio, ovvero la parte centrale del testo ove si espone chiaramente l'oggetto del negozio giuridico e pertanto caratterizzato dal verbo dispositivo. Seguono generalmente delle clausole che indicano degli atteggiamenti da parte dei due autori giuridici (clausole fideiussorie, clausole derogatorie, clausole di obbligazione, clausole accessorie, etc...). È assente, invece, la minatio, mentre può essere presente la sanctio negativa di tipo pecuniario come multa per non aver ottemperato ad una delle clausole o a quanto stabilito nel dispositivo. Conclude il tenor la formula Quia sic inter eos convenit. Per quanto riguarda il tono del documento giuridico, bisogna sottolineare che nella charta la trattazione ha un tono soggettivo, mentre invece in quello di instrumentum il tono è decisamente più oggettivo[22].
3. L'escatocollo è sicuramente la parte che subisce le maggiori modifiche a seconda delle due tipologie, anche se entrambe le versioni presentano, come primo elemento, la datatio topica espressa attraverso il participio passato del verbo latino agere (Actum in + nome della località dove si è svolto il negozio giuridico). Inoltre, le varie sottoscrizioni presentano sempre l'espressione Signa/Signum manuum/manus seguiti dal numero di croci corrispondenti al numero dei sottoscrittori (anche se non sempre ciò corrisponde al vero)[23].

| Elementi tipici della charta | Elementi tipici dell'instrumentum |
| --- | --- |
| 1) Subscriptio auctorum (sottoscrizione degli autori) | 1) Subscriptio auctorum (elemento ormai superfluo che tenderà a scomparire con il passare del tempo. |
| 2) Sottoscrizione dei consenzienti (può essere non presente): consiste nella sottoscrizione di «parenti, mundualdi, mallevadori, e [di] tutti coloro, insomma, il cui consenso è richiesto come condizione necessaria dalla legge». | / |
| 2) Roboratio testium: elemento essenziale in questa fase del documento notarile, in quanto il notaio non è ancora pienamente dotato di publica fides. | 2) Notitia testium: i testimoni hanno ancora un valore corroborante dal punto di vista giuridico (Interfuerunt testes...). La differenza rispetto alla roboratio è che ora il notaio, in quanto dotato di publica fides, praticamente fa ricadere su di sé la responsabilità della presenza dei testimoni al momento della stipulazione del contratto |
| 3) Completio notarii: è la sottoscrizione del notaio, come formulata nel Corpus iuris civilis, preceduta dal segno di tabellionato. Dal momento che il mundum non viene tenuto dal notaio, quest'ultimo, dopo aver specificato il suo titolo, esprime la consegna agli autori attraverso questa formula: scripsi post traditam complevi et dedi. | 3) Subscriptio notarii: preceduta anche lei sempre dal segno di tabellionato (o di notariato), in questo caso il notaio non si esprime con la formula della completio, quanto con quella di una subscriptio dove è assente la fase di consegna: interfui, [tradidi] et scripsi.                                                                       |
| | 4) Dal momento che i due contraenti possono richiedere in mundum l'imbreviatura conservata nel protocollo notarile, è possibile che nell'instrumentum ci sia la formula: Unde due chartule eo tenore fieri rogaverunt. |

#### Dallacompletio notariallasubscriptio notarii
La completio notarii, formula attestata già nel codice legislativo giustinianeo, fu utilizzata fino all'imporsi della subscriptio notarii e quindi con il passaggio dalla charta all'instrumentum.
Nella formula della completio, caratterizzata dai verbi scribere, tradere, complere e dare, il notaio, dopo aver dichiarato di aver scritto (scripsi), afferma che quanto negoziato nella charta è passata (post traditam) dalle mani dell’autore al destinatario (passaggio simbolico). Successivamente, il notaio usa l'espressione complevi, ovvero il perfetto del verbo complere. Il verbo è usato nel senso che il notaio dichiara di aver completato la stesura dell'atto fino alla fine del tenor e di averla poi fatta completare, nelle parti relative alle sottoscrizioni degli autori e testimoni, a questi ultimi e di aver scritto lui per ultimo la formula della completio. Alla fine di questo procedimento, il notaio può dichiarare di aver dato ai due contraenti il documento (dedi).
Nella formula della subscriptio, invece, il notaio utilizza tre verbi: interfui (perfetto del verbo intersum), tradidi e scripsi. In primo luogo, il verbo interfui (cioè "fui presente") indica l'attestazione della presenza fisica e giuridica del notaio all'atto, cosa che ne attesta la piena autorità raggiunta. Il verbo tradere, al contrario della completio, non indica la consegna del documento (che viene esplicitata al contrario dalla formula unde due chartule...fieri rogaverunt), quanto invece l'intero processo di redazione del documento medesimo. Infine, si indica la stesura col verbo scripsi.

### Esplicative
1. ↑  Paoli, p. 41 ricorda che l'espressione «in mundo scribere» derivi dal Corpus iuris civilis (Lib. IV, tit. 21 De fide instrumentorum, §17)

### Bibliografiche
1. ↑  Paoli, p. 74:
«Il notariato è istituzione essenzialmente italiana, derivata, almeno in germe, dal diritto romano, sviluppata e perfezionata dal diritto italico del medio evo.»
2. ↑  Angelucci, p. 37; Nicolaj, p. 20
3. ↑  Nicolaj, p. 21.
4. 1 2  Nicolaj, p. 20.
5. ↑  Angelucci, p. 25.
6. ↑  Costamagna, 1983, p. 524 parla, riguardo agli istituti dei tabellionati presenti nei territori bizantini italici, di 
«...collegi rigidamente chiusi, esclusivi, tramandando di generazione in generazione non soltanto formule giuridiche e impostanzione documentale ma anche, molto spesso, particolarità grafiche divenute distintive dell'attività tabellionale dell'uno o dell'altro luogo.»
7. ↑  Morello-Ferrari-Sorgato, p. 80; più precisamente Bresslau, p. 569: «A partire dagli ultimi decenni del IX secolo nei documenti accanto ai notai regi compaiono notai palatini».
8. ↑  Pratesi, p. 52; Angelucci, p. 38
9. ↑  Morello-Ferrari-Sorgato, p. 83.
10. ↑  Angelucci, p. 38.
11. ↑  Si ricordino i nomi di autori di varie summae notarii legati all'ateneo felsineo quali Raniero da Perugia, Salatiele e Rolandino de' Passaggeri tra XII e XIII secolo.
12. ↑  Pratesi, p. 534.
13. ↑  Morello-Ferrari-Sorgato, p. 94 e Pratesi, pp. 54-55
14. ↑  Morello-Ferrari-Sorgato, p. 94 riprendono la definizione di notaio data da Salatiele, p. 7:

(italiano)
«quedam publica persona publicum officium gerens ad cuius fidem hodie publice decurritur ut scribat et ad perhennem memoriam in publicam formam reducat ea que ab hominibus fiunt.»

(latino)
«[Il notaio] è quella personalità pubblica che, tenendo un compito pubblico, ad essa si rivolge oggi pubblicamente la fiducia affinché scriva e riconduca, a perenne memoria, in pubblica forma quelle azioni che dagli uomini sono compiute.»

Costamagna, 1964, p. 12:

«In effetti è il secolo XII che vede la fase decisiva per il passaggio al nuovo tipo di documento rappresentato dall'instrumentum, in cui la credibilità non è più legata a formalità poste in opera nello spedire il documento, in altre parole alle cerimonie della traditio e della roboratio testium, ma tutta è affidata alla fides publica del rogatario.»
15. ↑  Pratesi, 1983, p. 535.
16. ↑  È testimoniato infatti che solo i vescovi di Padova, Parma, Arezzo, Fermo e Ascoli potevano concedere la creatio notarii.
17. ↑  Bresslau, p. 576:
«Tale controllo fu reso possibile in Italia dal fatto che qui già dal XIII secolo i notai di una città appartenevano tutti a collegi organizzati corporativamente e soggetti alla sorveglianza delle autorità comunali.»
18. ↑  Cencetti, p. 14.
19. ↑  protocollo.
20. ↑  Bresslau, p. 788:
«Proprio per questo, però, anche per l'imbreviatura valeva la disposizione a noi nota già dalle minute più antiche, quella cioè che dopo la morte del notaio che l'aveva scritta l'instrumentum poteva essere prodotto anche da un altro notaio. Tuttavia non da ogni notaio, bensì solo da quello che aveva ricevuto le imbreviature lasciate dal notaio che le aveva scritte o dai suoi eredi, oppure, nel caso in cui non vi fossero eredi, dall'autorità competente, la cui autorizzazione era sempre necessaria anche nel primo caso.»
21. ↑  Pratesi, p. 68; tabellionato: «segno del tabellionato, il segno tracciato a mano, derivato dal comune segno di croce, posto dal notaio dinanzi alla sua sottoscrizione, costituente, nella sua peculiarità e identità, la garanzia dell’autenticità degli atti da lui rogati».
22. ↑  Paoli, p. 90:
«La forma soggettiva rimane...anche nei contratti e documenti privati; ma poi, col procedere del tempo, cede alla forma oggettiva, in corrispondenza (per quanto mi pare) coll'importanza sempre maggiore che acquista l'ufficio del notariato.»
23. ↑  Paoli, p. 182.
24. ↑  Paoli, p. 140.
25. ↑  Manaresi:
«La formula della completio appare per la prima volta nelle carte alla metà del secolo VI e diventa tosto di uso generale, non solo in tutto il territorio bizantino, ma anche in quello tosco-romano e in quello longobardo, dove però invece della parola absolvi si ha la parola dedi.»

Paoli, p. 149